# Stefano Romani
Stefano Romani (n. 2 februarie, 1778, Pisa — d. circa 1850) a fost un compozitor de operă italian.

## Lista operelor
- 1800 -- Il fanatico per la musica, premiera la Florența, circa 1800
- 1810 -- I tre gobbi, premiera la Pisa, circa 1810
- 1815 -- L'isola incantata, premiera la Livorno în 1815